# Heinz Busche
Heinz Busche (ur. 6 września 1951 w Mönchengladbach) – niemiecki bobsleista, złoty medalista mistrzostw świata.

## Kariera
Największy sukces w karierze Busche osiągnął w 1979 roku, kiedy wspólnie z Stefanem Gaisreiterem, Hansem Wagnerem i Dieterem Gebhardem zdobył złoty medal w czwórkach podczas mistrzostw świata w Königssee. Był to jego jedyny medal wywalczony na międzynarodowej imprezie tej rangi. W 1980 roku wystąpił na igrzyskach olimpijskich w Lake Placid, zajmując siódme miejsce w czwórkach i ósme w dwójkach.